# Tess Harper
Tess Harper (* 15. August 1950 als Tessie Jean Washam in Mammoth Spring, Arkansas) ist eine US-amerikanische Schauspielerin.

## Leben und Karriere
Harper studierte an der Arkansas State University, später spielte sie diverse Rollen in Vergnügungsparks. Ihr Schauspieldebüt hatte sie an der Seite von Cheryl Ladd und Ned Beatty in dem Fernsehdrama Aufruhr unter Tage (1983). In dem Filmdrama Comeback der Liebe (1983) spielte sie neben Robert Duvall eine der größeren Rollen, für die sie 1984 für einen Golden Globe nominiert war. Für die Rolle in der Filmkomödie Verbrecherische Herzen (1986), in der sie an der Seite von Diane Keaton, Jessica Lange und Sissy Spacek auftrat, war sie 1987 für den Oscar als beste Nebendarstellerin nominiert.
Sie spielte in dem Thriller Der Schakal (1997) die Rolle der First Lady, die der Killer Schakal (Bruce Willis) zu töten versucht. Zwischen 1998 und 2000 war sie in einigen Folgen der Fernsehserie Allein gegen die Zukunft zu sehen. Für ihre Rolle in dem Kurzfilm Lonely Place (2004) gewann sie 2004 einen Preis des kalifornischen Method Fest Independent Film Festivals. In den ersten drei Staffeln der Hitserie Breaking Bad übernahm sie eine wiederkehrende Nebenrolle als  Mrs. Pinkman, auch in dem Kinofilm El Camino: Ein „Breaking Bad“-Film war sie 2019 erneut in dieser Rolle zu sehen.
Tess Harper war von 1971 bis 1976 mit Ken Harper verheiratet.

## Filmografie (Auswahl)
- 1983: Aufruhr unter Tage (Kentucky Woman, Fernsehfilm)
- 1983: Starflight One – Irrflug ins Weltall (Starflight: The Plane That Couldn’t Land, Fernsehfilm)
- 1983: Comeback der Liebe (Tender Mercies)
- 1983: Die Polizei-Chiefs von Delano (Chiefs, Miniserie, 3 Folgen)
- 1983: Amityville III (Amityville 3-D)
- 1983: Silkwood
- 1984: Celebrity: Der Ruhm (Celebrity, Miniserie, 3 Folgen)
- 1984: Flashpoint – Die Grenzwölfe (Flashpoint)
- 1985: Unser neuer Bruder (A Summer to Remember, Fernsehfilm)
- 1986: Verbrecherische Herzen (Crimes of the Heart)
- 1987: Mord ist ihr Hobby (Murder, She Wrote, Fernsehserie, Folge 3x17)
- 1987: L.A. Law – Staranwälte, Tricks, Prozesse (L.A. Law, Fernsehserie, Folge 1x20)
- 1987: Ishtar
- 1988: Rache ohne Hoffnung (Far North)
- 1988: Der Frauenmörder (Criminal Law)
- 1989: Alabama – Saat des Hasses (Unconquered, Fernsehfilm)
- 1989: Ninas Alibi (Her Alibi)
- 1989: Die unheimliche Verseuchung des Dark River (Incident at Dark River, Fernsehfilm)
- 1990: Die besten Jahre (Thirtysomething, Fernsehserie, Folge 3x13)
- 1990: Die Erbschleicher (Daddy’s Dyin’: Who’s Got the Will?)
- 1991: Der Mann im Mond (The Man in the Moon)
- 1992: Belagerung ohne Gnade (In the Line of Duty: Siege at Marion, Fernsehfilm)
- 1992: My New Gun
- 1994–1995: Christy (Fernsehserie, 19 Folgen)
- 1995: Der Giftmörder (Death in Small Doses, Fernsehfilm)
- 1996: Dirty Laundry
- 1997: The Killing Secret – Jung, reich, gnadenlos (The Killing Secret, Fernsehfilm)
- 1997: Schicksalsschläge (A Child's Wish, Fernsehfilm)
- 1997: Walker, Texas Ranger (Fernsehserie, Folge 5x24)
- 1997: Der Schakal (The Jackal)
- 1997: Immer wieder Fitz (Cracker, Fernsehserie, Folge 1x11)
- 1998–2000: Allein gegen die Zukunft (Early Edition, Fernsehserie, 8 Folgen)
- 1999: Jenseits der Prärie: Die wahre Geschichte der Laura Ingalls Wilder (Beyond the Prairie: The True Story of Laura Ingalls Wilder, Fernsehfilm)
- 2000: Die eiskalte Clique (The In Crowd)
- 2000: Ein Hauch von Himmel (Touched by an Angel, Fernsehserie, Folge 7x06)
- 2001: CSI: Vegas (CSI: Crime Scene Investigation, Fernsehserie, Folge 2x04)
- 2004: One Tree Hill (Fernsehserie, Folge 1x12)
- 2004: Lonely Place (Kurzfilm)
- 2004: Jack & Bobby (Fernsehserie, 2 Folgen)
- 2005: Loggerheads
- 2005: Für alle Fälle Amy (Judging Amy, Fernsehserie, Folge 6x18)
- 2007: Without a Trace – Spurlos verschwunden (Without a Trace, Fernsehserie, Folge 5x19)
- 2007: No Country for Old Men
- 2007: Kiss the Bride
- 2008: Ghost Whisperer – Stimmen aus dem Jenseits (Ghost Whisperer, Fernsehserie, Folge 3x17)
- 2008–2010: Breaking Bad (Fernsehserie, 4 Folgen)
- 2009: Law & Order: Special Victims Unit (Fernsehserie, Folge 10x11)
- 2009: Cold Case – Kein Opfer ist je vergessen (Cold Case, Fernsehserie, Folge 6x21)
- 2009: L.A. Crash (Crash, Fernsehserie, 10 Folgen)
- 2010: Grey’s Anatomy (Fernsehserie, Folge 6x16)
- 2010: In Plain Sight – In der Schusslinie (In Plain Sight, Fernsehserie, Folge 3x03)
- 2011: Private Practice (Fernsehserie, Folge 4x20)
- 2011: Frohe Weihnachten – Jetzt erst recht (A Christmas Wish, Fernsehfilm)
- 2012: Revenge (Fernsehserie, 2 Folgen)
- 2012: Das Weihnachtsherz – Das Geschenk meines Lebens (The Christmas Heart, Fernsehfilm)
- 2013: Straight A's – Jede Familie hat ein schwarzes Schaf (Straight A’s)
- 2014: Frank
- 2014: True Detective (Fernsehserie, Folge 1x02)
- 2015: Criminal Minds (Fernsehserie, Folge 10x18)
- 2015: The Perfect Guy
- 2018: Burden
- 2019: El Camino: Ein „Breaking Bad“-Film (El Camino: A Breaking Bad Movie)
- 2019: How to Get Away with Murder (Fernsehserie, 3 Folgen)
- 2020: The Evening Hour
- 2023: Rosebud Lane